# قام‌قام
قام‌قام (به لاتین: Qam-Qam) یک منطقه مسکونی در جمهوری آذربایجان است که در شهرستان قوبا واقع شده است. قام‌قام ۲۰۸۰ نفر جمعیت دارد.

## ریشه واژه
قام‌قام در واقع برگرفته از زبان‌های ایرانی‌تبار است و قام یا قامه به‌معنی محل سکونت و کم یا کمه به‌معنی رود و نهر کوچک است و معنی کامل آن به‌صورت محل سکونتی که در کنار نهر قرار گرفته است.